# Стара Ястшомбка (Підкарпатське воєводство)
Стара Ястшомбка (пол. Stara Jastrząbka) — село в Польщі, у гміні Чорна Дембицького повіту Підкарпатського воєводства.
Населення — 1190 осіб (2011).
У 1975-1998 роках село належало до Тарновського воєводства.

## Демографія
Демографічна структура станом на 31 березня 2011 року:
|          | Загалом | Допрацездатний вік | Працездатний вік | Постпрацездатний вік |
| -------- | ------- | ------------------ | ---------------- | -------------------- |
| Чоловіки | 603     | 124                | 418              | 61                   |
| Жінки    | 587     | 133                | 325              | 129                  |
| Разом    | 1190    | 257                | 743              | 190                  |